# Jasso Mazara
Jasso Mazara (em panjabi: ਜੱਸੋ ਮਜ਼ਾਰਾ) é uma aldeia localizada no distrito de Shaheed Bhagat Singh Nagar, no estado de Punjab, na Índia. Está localizado a 2,1 (1,3 mi) quilômetros de Kultham, 13 (8,1 mi) quilômetros da cidade de Banga, 27 quilômetros (17 mi) do distrito Shaheed Bhagat Singh Nagas e 117 quilômetros (73 mi) da capital do estado, Chandigarh. A aldeia, assim como as demais indianas, é governada por um sarpanch, eleito democraticamente pela maioria da população residente no assentamento.

## Demografia
Segundo o relatório publicado pelo Censo da Índia de 2011, a aldeia Jasso Mazara é composta por um total de 320 casas e a população total é de 1536 habitantes, dos quais 777 são do sexo masculino e 759, do sexo feminino. O nível de alfabetização da aldeia é 81.56% maior que a média do estado, a qual é de 75.84%.
Conforme constatação do Censo, 517 pessoas exercem seu trabalho fora da aldeia; dessas, 462 são homens e 55 são mulheres. O levantamento do governo também consta que 83.17% dos trabalhadores ocupam um serviço como trabalho formal e único, enquanto os outros 16.83% estão envolvidos em atividades marginais, trabalhando como meio de subsistência em diferentes lugares em menos de seis meses.

## Educação
Na aldeia, não há nenhuma escola, e os estudantes precisam ir a outras aldeias para estudar; muitas dessas aldeias estão distantes por dez quilômetros. Nas proximidades, destaca-se a Lovely Professional University a 18,4 quilômetros. Outras instituições de ensino também representam papel importante na região: Amardeep Singh Shergill Memorial College Mukandpur e Sikh National College Banga.

## Transporte
A estação de trem mais próxima de Jasso Mazara é Banga; no entanto, a estação principal, Phagwara, está a 10,3 quilômetros (6,4 mi) de distância. O aeroporto mais perto é Sahnewal, localizado a 59,7 quilômetros, e o aeroporto internacional mais próximo é o Sri Guru Ram Dass Jee, a 126 quilômetros.